# Adda (département 1797)
Pour les articles homonymes, voir Adda (homonymie).
1797–1798
Entités suivantes :
- Haut-Pô

L'Adda était un ancien département de la République cisalpine, nommé d'après la rivière Adda, et avec pour chefs-lieux Lodi et Crema.

## Historique

Carte du Adda.

Le département de l'« Adda » fut créé le 9 juillet 1797 dans la République cisalpine, avec pour chefs-lieux Lodi et Crema, chacune des deux villes devant assumer ce rôle alternativement tous les deux ans.
L'Adda disparut lors de la réorganisation départementale du 1er septembre 1798.